# Чупрене (община)
43°29′00″ пн. ш. 22°41′00″ сх. д. / 43.48333° пн. ш. 22.68333° сх. д.
Чупрене (болг. Община Чупрене) — община у Болгарії. Входить до складу Видинської області. Населення становить 1 988 осіб (станом на 15 березня 2015 р.). Адміністративний центр громади — однойменне село.